# Slumber Party (Britney Spears)
Slumber Party è il secondo singolo estratto dall'album Glory della cantante statunitense Britney Spears, in collaborazione con la cantante Tinashe. È stato pubblicato su iTunes il 16 novembre 2016, balzando alla #1 di diversi paesi.
Nella versione deluxe dell'album, il brano duettato prende posto di quello originale.

## Video musicale
Il video musicale è stato diretto da Colin Tilley e pubblicato il 18 novembre 2016, e vede ambientazioni che ricordano le clip di Boys e My Prerogative. La cantante si dirige ad una festa in cui si trova a ballare e festeggiare con Tinashe che l’accompagna in un modo sensuale.

## Classifiche
| Classifica (2016) | Posizione massima |
| ----------------- | ----------------- |
| Francia           | 121               |
| Canada            | 51                |
| Regno Unito       | 73                |
| Spagna            | 39                |
| Stati Uniti       | 86                |
| Ungheria          | 13                |